# Promacrochilo
Promacrochilo är ett släkte av fjärilar. Promacrochilo ingår i familjen Crambidae.
Kladogram enligt Catalogue of Life:
| Promacrochilo | \| \| Promacrochilo ambiguellus \| \| \| \| \| \| Promacrochilo notata \| \| \| \| |
|               | \| \| Promacrochilo ambiguellus \| \| \| \| \| \| Promacrochilo notata \| \| \| \| |
|               | Promacrochilo ambiguellus                                                          |
|               |                                                                                    |
|               | Promacrochilo notata                                                               |
|               |                                                                                    |